# Tre filosofi

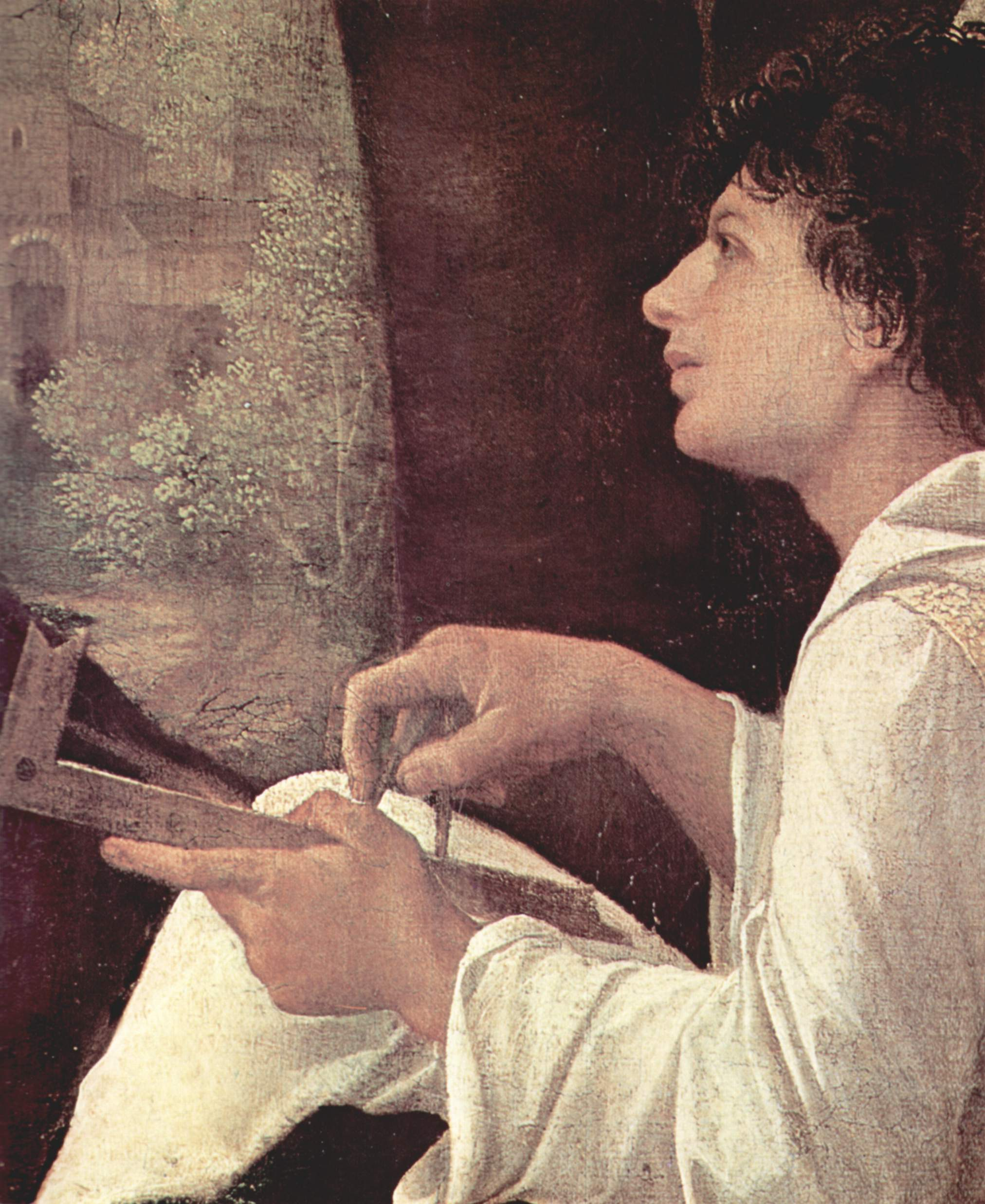
Dettaglio

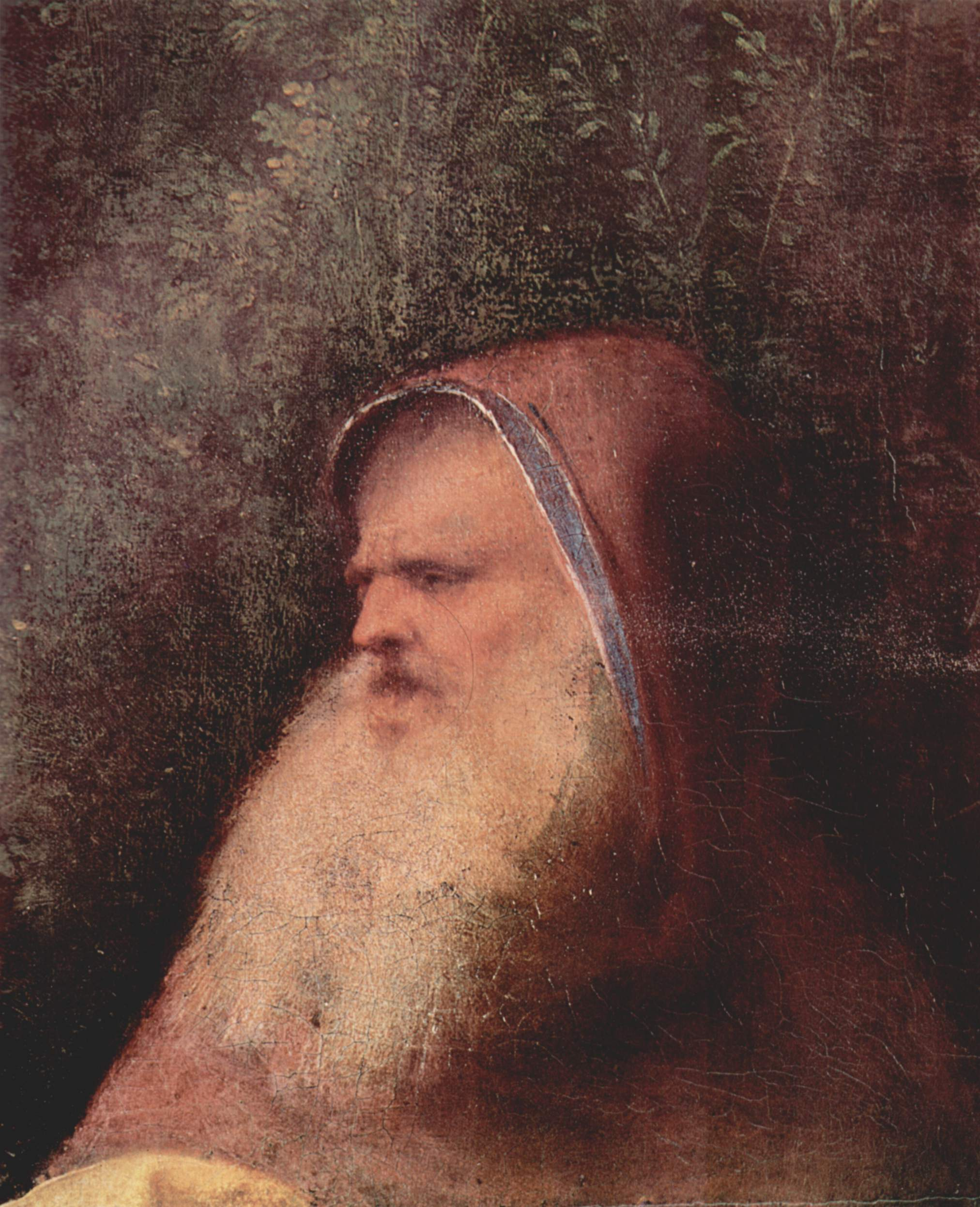
Dettaglio

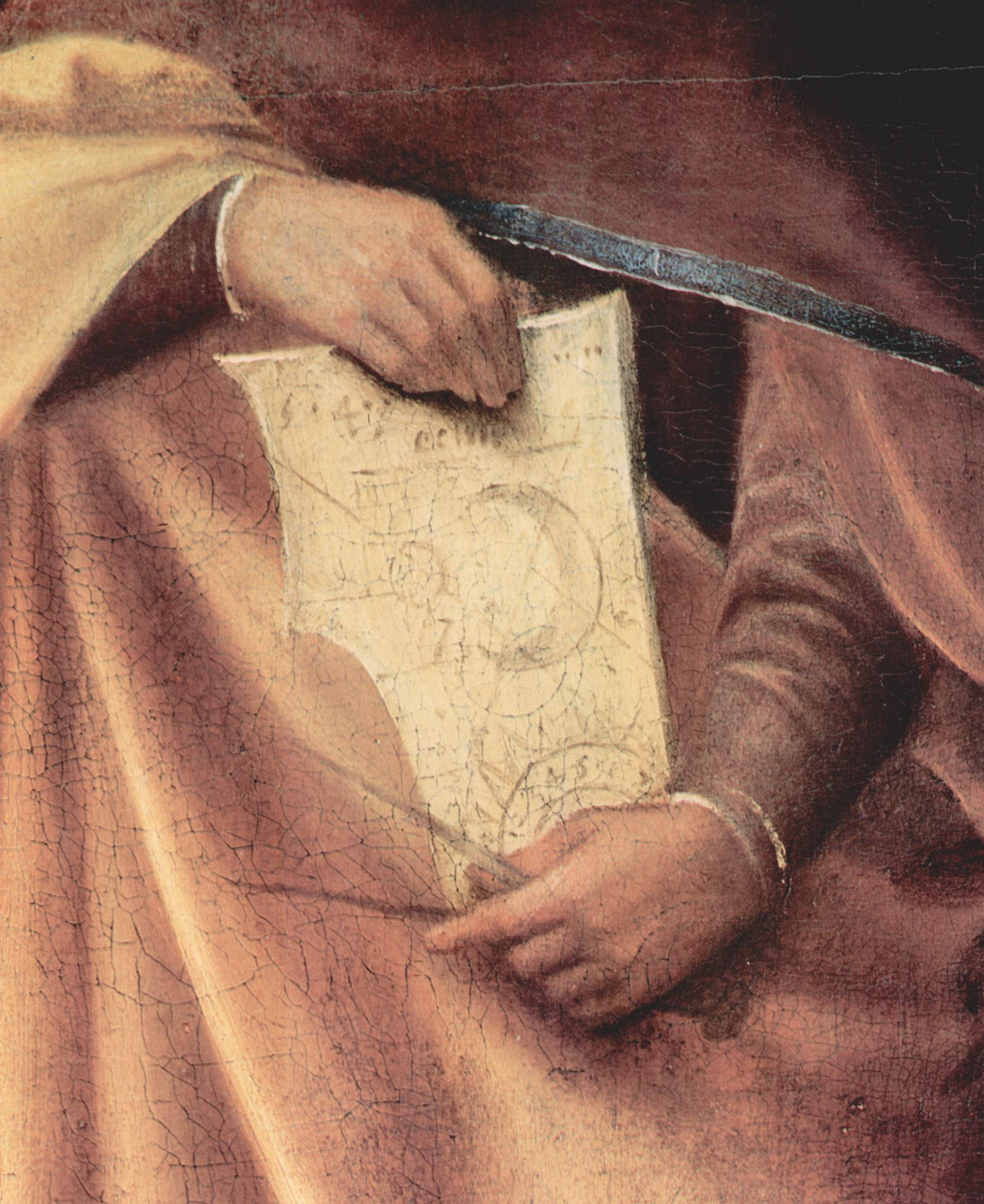
Dettaglio

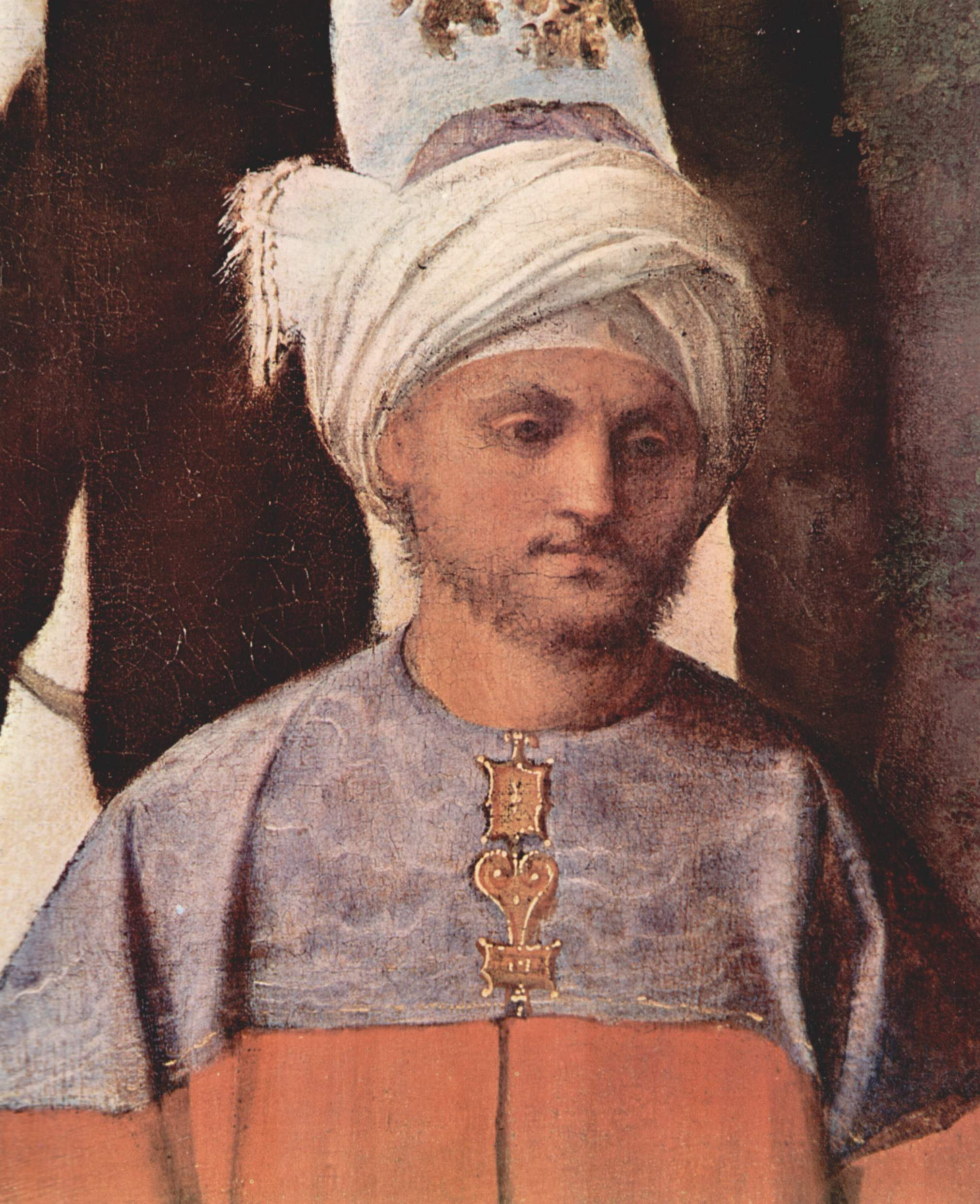
Dettaglio

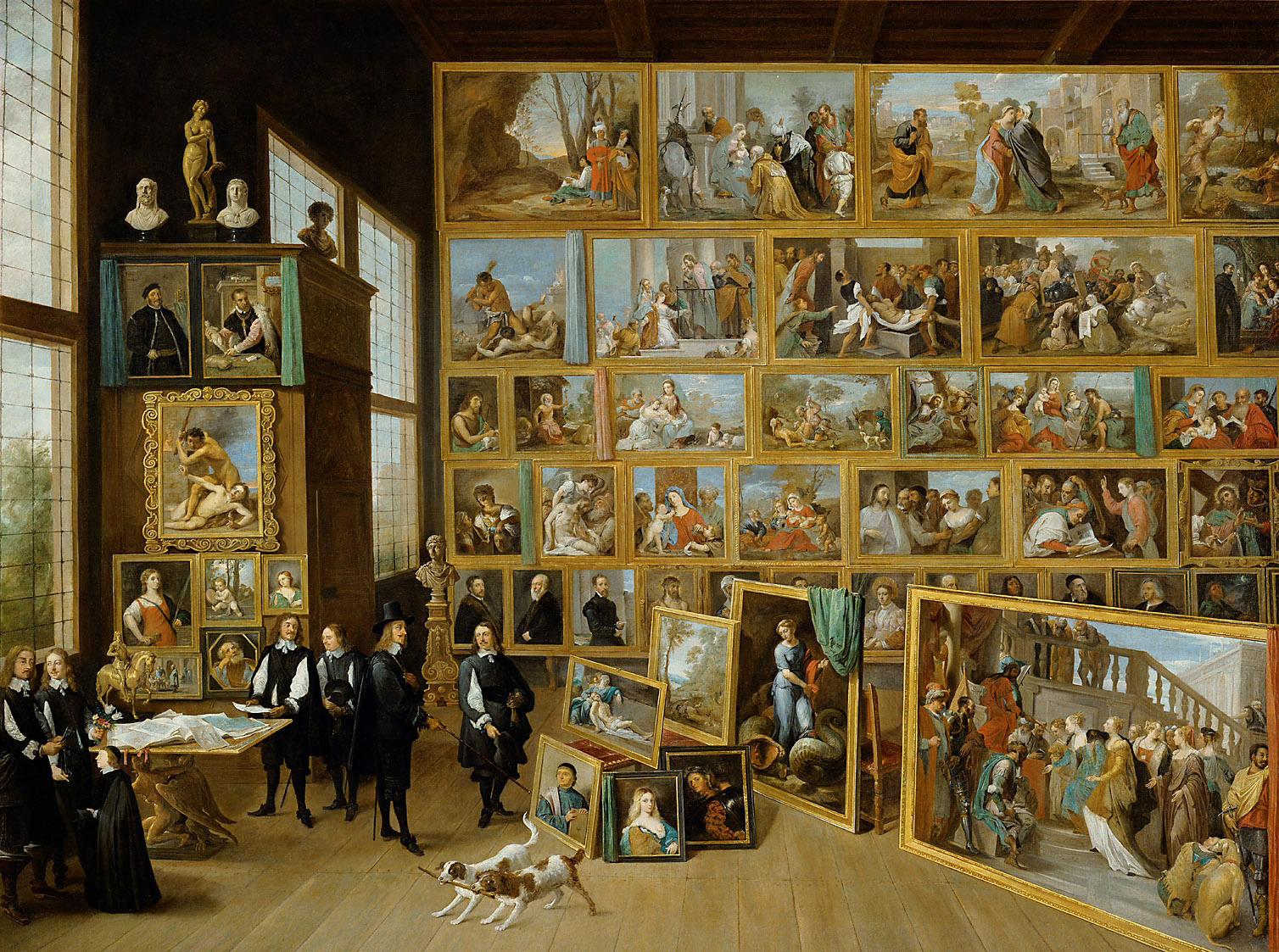
David Teniers il Giovane: La galleria dell'arciduca Leopoldo (1651), Kunsthistorisches Museum, Vienna

I Tre filosofi è un dipinto a olio su tela (123,5x144,5 cm) di Giorgione, databile tra il 1506 e il 1508.

## Storia
Nel 1525, quando ancora si trovava nella collezione di Taddeo Contarini, l'opera fu descritta per la prima volta nella Notizia d'opere di disegno di Marcantonio Michiel come «tela a olio delli tre philosophi nel paese, due riti e uno sentado che contempla i raggi solari con quel saxo finto così mirabilmente, fu cominciata da Zorzo da Castelfranco et finita da Sebastiano Vinitiano».
Nel 1636 il dipinto si trovava presso Bartolomeo della Nave, ancora a Venezia; venduto nel 1638 a Hamilton, venne infine ceduto nel 1649 a Leopoldo Guglielmo d'Austria (come si può osservare nel dipinto di David Teniers il Giovane La galleria dell'arciduca Leopoldo, del 1651); da allora ha seguito le sorti delle raccolte asburgiche.

## Descrizione e stile
La composizione del dipinto è relativamente semplice, con tre personaggi, due in piedi e uno seduto, raggruppati nella metà destra del dipinto, mentre a sinistra prevale un'oscura rupe, di atmosfera leonardesca. Al centro invece, tra la quinta rocciosa e quella vegetale dietro ai "filosofi", si apre un lontano paesaggio, con un villaggio immerso nel verde, dove il sole è appena tramontato tra le colline che si perdono in lontananza, dai toni azzurrini per effetto della foschia. Il contrasto tra zone di luci e zona d'ombra amplifica la profondità spaziale e facilita la lettura tramite l'individuazione di linee di forza che attraversano la composizione: ne è un esempio la diagonale che parte dall'ombra della rupe e risale lungo la figura del giovane.
I colori sono molto vivaci, ma sapientemente armonizzati nella luce atmosferica, una delle caratteristiche del tonalismo veneto di cui Giorgione fu l'iniziatore e uno dei più importanti rappresentanti.
I tre personaggi, che oltre alla descrizione del Michiel, sono stati identificati nelle fonti antiche anche come astronomi o matematici, e in seguito, nella critica moderna, come possibile rappresentazione dei re Magi, o piuttosto di figure allegoriche. Essi rappresentano le tre età dell'uomo (giovinezza, maturità e vecchiaia), hanno vesti dai colori differenti, forse simbolici (bianco/verde per il giovane seduto, viola/rosso per quello col turbante e giallo/marrone per il vecchio barbuto) e inoltre sono effigiati in tre pose diverse: di profilo, frontale e di tre quarti.
Il personaggio anziano mostra un foglio pieno di calcoli astronomici, sovrastati dalla scritta celus, e tiene nella sinistra un compasso: l'astronomia era uno degli interessi del Contarini, che spesso consultava i testi del lascito Bessarione alla biblioteca Marciana. Il personaggio giovane invece regge in mano un foglio, un compasso nella mano destra e una squadra in quella sinistra, per il calcolo geometrico, fissando la caverna vuota davanti a lui. Questi elementi avvalorano l'ipotesi secondo cui il soggetto sarebbe quello di tre antichi sapienti, le cui conoscenze erano riunite nella figura ideale del committente.
Altre ipotesi legano le tre figure ai tre stadi del pensiero umano: l'umanesimo rinascimentale (il giovane), la filosofia araba (l'uomo col turbante) e il pensiero medievale (il vecchio). Per lo storico della filosofia Giuseppe Faggin i tre personaggi rappresentano gli scienziati Claudio Tolomeo (l'uomo vecchio), Niccolò Copernico (l'uomo giovane) e l'astronomo e matematico arabo Muḥammad ibn Jābir al-Ḥarrānī al-Battānī (l'uomo dal turbante).

### Interpretazione di Augusto Gentili
Taddeo Contarini fu un nobile mercante veneziano di cui si tramanda un interesse per le arti dell'occulto e l'alchimia. Augusto Gentili, analizzando l'opera ha evidenziato che il vecchio ha in mano dei fogli che raffigurerebbero l'eclissi lunare totale del 29 febbraio / 1º marzo 1504 a mezzanotte e dei numeri da uno a sette che si riferiscono all'oroscopo delle religioni; il vecchio sarebbe allora il fondatore della religione ebraica, essendo anche l'iconografia corrispondente con quella di Mosè e le tavole, ipotesi avvalorata dal fatto che la radiografia ha mostrato che sulla testa di questo c'era un diadema sacerdotale, traduzione in oggetto dei raggi dell'illuminazione celeste: l'anziano potrebbe dunque essere Mosè. Il secondo non può quindi essere un arabo qualunque, ma Maometto; egli infatti porta una mano sul suo ventre che in astrologia corrisponde al segno della bilancia, domicilio di Venere, e il gesto si rifà alla tradizione venerea attribuita agli arabi. Il vero problema sorge col terzo filosofo, egli non può essere Cristo, come può infatti essere più giovane di Maometto? Dopo Maometto c'è solo l'età della congiunzione tra Giove e Luna: l'età dell'anticristo. Nel 1504 l'eclissi, già raffigurata nelle tabelle in mano a Mosè, avrebbe infatti dovuto segnare la discesa sulla terra dell'anticristo e questo è proprio il giovane filosofo, intento a scrutare una grotta vuota dove non può esserci natività; la radiografia ha evidenziato difatti dei tratti luciferini sul volto del ragazzo poi addolciti dal pittore.
In questo periodo cristiani ed ebrei dibattevano sul problema dell'anticristo; i cristiani ritenevano che egli verrà dalla stirpe ebraica e sarà il falso messia che essi aspettano; gli ebrei sostenevano invece che esso proverrà dalla stirpe cristiana. Con questo dipinto Giorgione ed il committente avrebbero potuto comunicare la seconda posizione, vista la mancanza del padre della religione cristiana e la presenza di quello ebreo.

### Interpretazione di Salvatore Settis
Secondo Salvatore Settis ciò che il vecchio e il giovane tengono in mano lega le due figure e questo permette di riconoscerli entrambi come studiosi del cielo, astronomi o astrologi. Il compagno "arabo"  col turbante, che dall'uno sembra volgersi all'altro, non può che essere uguale a loro. Nell'altra metà del quadro, la grotta buia, con l'edera, il fico (simboli del legno della Croce), la sorgente d'acqua (simbolo del battesimo) e una fioca luce che sembra giungere non dal sole, ma dall'esterno del quadro: una luce stellare. Col compasso, la squadra e il foglio con disegni astronomici i tre personaggi starebbero quindi studiando la luce di una stella, confrontandola con un libro.
Si tratterebbe dunque dei Magi, che normalmente venivano rappresentati di tre età diverse. Inoltre secondo la sacra scrittura essi si sarebbero recati a spiare l'arrivo della Stella e del Messia davanti a una grotta su un monte (Opus imperfectum in Matthaeum), e che l'edera e il fico insieme simboleggiano, in scene che alludono alla salvazione, rispettivamente la Salvezza e il Peccato. Uno dei Magi starebbe scoprendo la Stella (quello seduto), uno la starebbe interpretando in senso astronomico (il vecchio) e uno aggiungerebbe un riferimento alla profezia di Balaam. Secondo una leggenda medievale inoltre la grotta sarebbe quella dove Adamo ed Eva, cacciati dal Paradiso terrestre, avrebbero deposto i loro tesori, nonché lo stesso luogo in cui avvenne la rivelazione dell'incarnazione di Cristo, nuovo Adamo.
Il sole sta tramontando e dona all'opera una luce calda e soffusa, che accentua il senso di sospensione e mistero, in cui l'apparizione della stella (forse il bagliore nella caverna) arriva a guidare le ricerche conoscitive dei Magi.

## Tecnica
Giorgione dipinse direttamente sulla preparazione della tela, senza ricorso al disegno preparatorio, confermando così la descrizione vasariana secondo cui egli era pittore "senza disegno". Per il modo di procedere così diretto, furono necessari alcuni pentimenti in corso d'esecuzione, evidenziati recentemente da radiografia e riflettografie.